# Нови (Биелина)
Нови (серб. Нови / Novi, иногда называется Вршани-Нови или Нови-Вршани) — село в общине Биелина Республики Сербской Боснии и Герцеговины. Население составляет 205 человек по переписи 2013 года.
Село образовано в 2012 году по распоряжению властей Республики Сербской «Об образовании населённого пункта Нови в составе Града Биелины» (Официальный вестник Республики Сербской, № 91/2012). Ранее территория входила в состав местечка Вршани.